# Exocelina mendiensis
Exocelina mendiensis (лат.) — вид жуков-плавунцов рода Exocelina (Copelatinae, Dytiscidae). Видовое название дано по месту обнаружения типовой серии (Mendi Village).

## Распространение
Остров Новая Гвинея: Папуа — Новая Гвинея (Papua New Guinea: Southern Highlands Province, Sopulkul, 30-35 km NE Mendi, 06°02.94’S, 143°46.49’E, на высоте 2680 м).

## Описание
Мелкие водные жуки коричневого цвета (ноги светлее), длина тела около 5 мм (от 4,8 до 5,9 мм), округло-овальной вытянутой формы тела; матовые. Усики 11-члениковые. Пятый протарзомер самцов с более чем 60 передними щетинками и задним рядом из 16 длинных щетинок. Пронотум короткий, надкрылья без бороздок. Крылья хорошо развиты. Связаны с водой. Вид был впервые описан в 2018 году австрийским колеоптерологом Еленой Владимировной Шавердо (Helena Vladimirovna Shaverdo; Naturhistorisches Museum Wien, Вена, Австрия) и немецким энтомологом М. Балком (Michael Balke; Zoologische Staatssammlung München, Мюнхен Германия). Включён в состав видовой группы Exocelina casuarina-group, в которой сходен с видами Exocelina kumulensis и Exocelina ambua. Видовое название дано по месту обнаружения типовой серии.